# Batalha de Seringapatam
O Cerco de Seringapatam ou, na sua forma portuguesa, de Seringapatão (5 abril - 4 maio de 1799) foi o confronto final da Quarta Guerra Anglo-Maiçor entre a Companhia Britânica das Índias Orientais e o Reino de Maiçor. Os britânicos conseguiram uma vitória decisiva depois de romper as paredes da fortaleza de Seringapatam e assalto a cidadela. Fateh Ali Tipu, rei de Maiçor, foi morto na ação. Os britânicos restauraram a dinastia Wodeyar ao trono após a vitória, mas manteve o controle indireto do reino.